# Ergys Peposhi
Ergys Peposhi (Tirana, 26 agosto 2000) è un calciatore albanese, attaccante del Teuta.

## Biografia
Anche suo fratello maggiore Ardit è un calciatore, che gioca nell'Erzeni.

## Carriera

### Club
Il 27 dicembre 2020 fa il suo debutto nella massima serie albanese con la maglia del Kukësi.

### Nazionale
Ha giocato nella nazionale albanese Under-21.

## Statistiche

### Presenze e reti nei club
Statistiche aggiornate al 27 marzo 2025.
| Stagione        | Squadra         | Campionato      | Campionato | Campionato | Coppe nazionali | Coppe nazionali | Coppe nazionali | Coppe continentali | Coppe continentali | Coppe continentali | Altre coppe | Altre coppe | Altre coppe | Totale | Totale |
| Stagione        | Squadra         | Comp            | Pres       | Reti       | Comp            | Pres            | Reti            | Comp               | Pres               | Reti               | Comp        | Pres        | Reti        | Pres   | Reti   |
| --------------- | --------------- | --------------- | ---------- | ---------- | --------------- | --------------- | --------------- | ------------------ | ------------------ | ------------------ | ----------- | ----------- | ----------- | ------ | ------ |
| 2019-2020       | Elbasani        | KP              | 23         | 2          | CA              | 1               | 0               | -                  | -                  | -                  | -           | -           | -           | 24     | 2      |
| 2020-2021       | Kukësi          | KS              | 19         | 1          | CA              | 0               | 0               | UEL                | -                  | -                  | -           | -           | -           | 19     | 1      |
| 2021-gen. 2022  | Kukësi          | KS              | 13         | 1          | CA              | 3               | 0               | -                  | -                  | -                  | -           | -           | -           | 16     | 1      |
| gen.-giu. 2022  | Teuta           | KS              | 13         | 1          | CA              | 1               | 0               | UCL+UECL           | -                  | -                  | SA          | -           | -           | 14     | 1      |
| 2022-2023       | Kukësi          | KS              | 23         | 0          | CA              | 5               | 1               | -                  | -                  | -                  | -           | -           | -           | 28     | 1      |
| Totale Kukësi   | Totale Kukësi   | Totale Kukësi   | 55         | 2          |                 | 8               | 1               |                    | 0                  | 0                  |             | -           | -           | 63     | 3      |
| 2023-2024       | Teuta           | KS              | 30         | 7          | CA              | 3               | 1               | -                  | -                  | -                  | -           | -           | -           | 33     | 8      |
| 2024-2025       | Teuta           | KS              | 27         | 0          | CA              | 1               | 0               | -                  | -                  | -                  | -           | -           | -           | 28     | 0      |
| Totale Teuta    | Totale Teuta    | Totale Teuta    | 70         | 8          |                 | 5               | 1               |                    | 0                  | 0                  |             | 0           | 0           | 75     | 9      |
| Totale carriera | Totale carriera | Totale carriera | 148        | 12         |                 | 14              | 2               |                    | 0                  | 0                  |             | 0           | 0           | 162    | 14     |